# 금쇄동

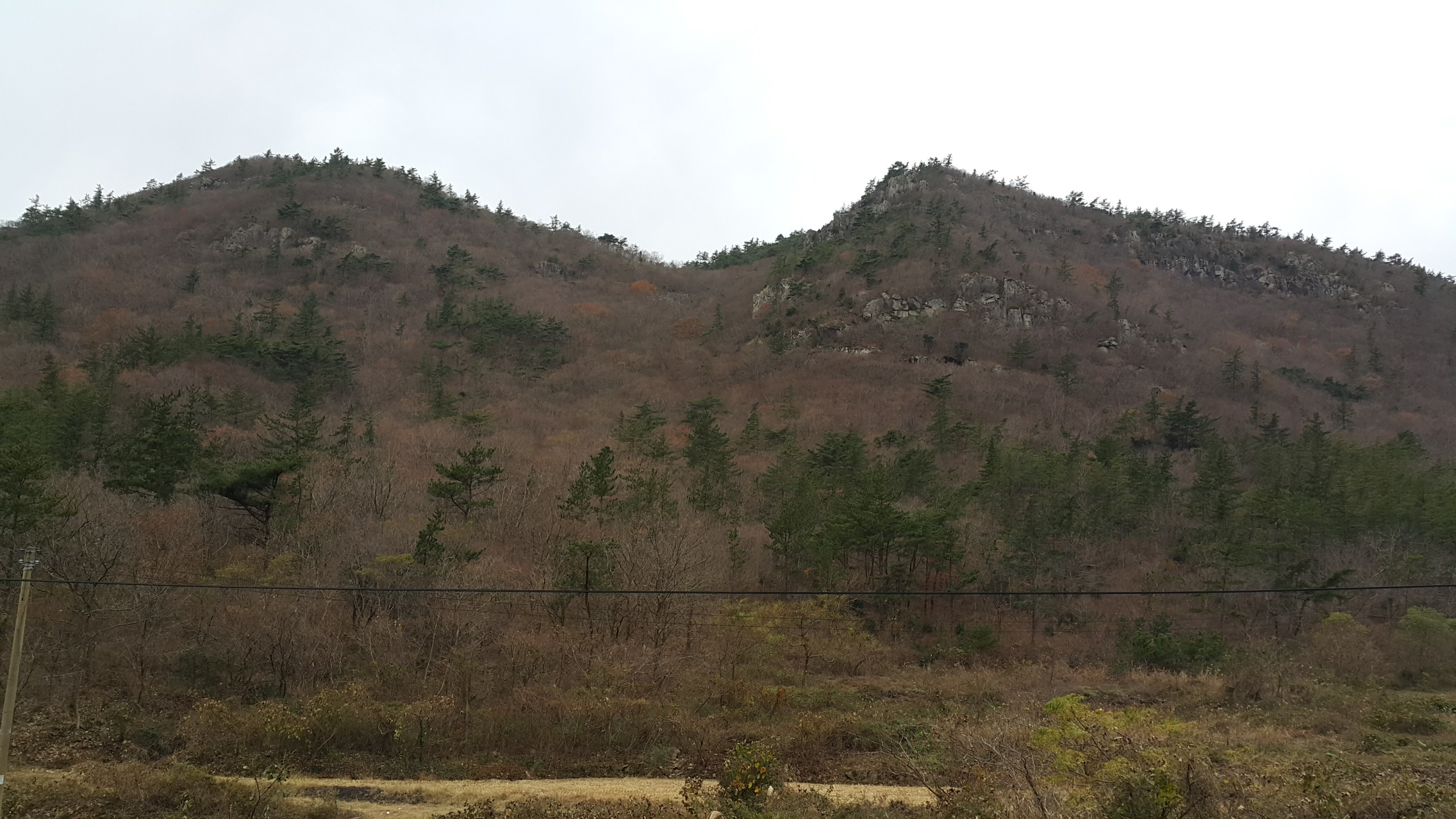

금쇄동(金鎖洞)은 국문학의 비조인 고산 윤선도의 문학산실이며, 선경(仙境)에 대한 이상향(理想鄕)을 추구한 원림(園林)을 조영한 산중 별서(別墅)이다.
전남 해남군 현산면 구시리 산181번지 해발 290m 산정상부에 위치해 있다.

## 개요
인조때 소현세자의 장인인 재상 강석기와 경상감사 유백증의 모함으로 성산현감에서 사직한 후 붕당정치에 염증을 느낀 나머지 더 이상 벼슬길에 나가지 않고 초야에 묻혀 산수를 즐기며 살 요량으로 해남으로 내려갔으나 병자호란이 일어나 근왕병을 이끌고 강화도라 가던중 인조가 청에 항복하는 치욕이 있자 세상을 등지고 살 요량으로 보길도에 들어갔다. 그러나 또다시 모함을 받고 분문하지 않았다는 이유로 영덕으로 억울하게 유배를 다녀온 후 장남 에게 모든 일을 맡기고 들어간 곳이 바로 첩첩산중 해남 수정동 원림이다. 이후 인근의 문소동 원림을 얻고, 54세 때인 1640년 금쇄석궤를 얻는 꿈을 꾼후 발견한 곳이 바로 금쇄동 원림이다. 그는 금쇄동에서 산중신곡 등 여러 작품을 지었고, 금쇄동기에서는 금쇄동으로 올라가는 길의 풍광과 이곳에서 거처함으로써 얻게 되는 회심(會心)에 대해 상세히 기록하면서 금쇄동을 마치 신선세계로 비유하기도 하였다.
금쇄동은 윤선도가 작명한 지명이다. 1656년 유형원이 제작한 지리지  <동국여지지>에도 '금쇄동은 해남현의 남쪽 25리 지점에 있다. 산세는 면곡(面曲)하고 험령(險嶺)을 넘으면 그 위에 고성지(古城址)가 있다. 인조 때 현사람 윤선도가 산의 높은 곳을 금쇄라고 이름지었다.'라고 기록되어 있다.
2001년 사적 제432호 해남 윤선도 유적으로 지정되었다.

## 작품
그가 금쇄동, 문소동, 수정동에서 창작한 작품들에는 산중신곡을 비롯한 시조 26수와 금쇄동기, 금쇄동집고 그리고 다수의 한시가 있다.
산중신곡은 보물 제482호 윤선도 종가 문적 (尹善道 宗家 文籍)의 부속문화재(제482-3호)로 1968년 12월 19일 등록되어 있다.

### 시조
조선시대 사대부들은 자신의 사상과 감정을 한시로 표현하여 한문을 우월하게 여기고 국문을 나랏글로 취급하기를 꺼려했다. 그러나 윤선도의 시조에는 우리의 시가 양식에 우리의 정서와 감정을 토속적인 우리말을 아름답게 살려 사용하는 국문시에 대한 인식이 투철한 선구자가 되었다. 그리하여  우리 국문학사상에서는 윤선도를 시조문학의 제일인자로 칭하고 있다.
- 산중신곡
  - 만흥
  - 조무요
  - 하우요
  - 일모요
  - 야심요
  - 기세탄
  - 오우가
- 산중속신곡
  - 추야조
  - 춘효음
- 고금영
- 증반금
- 초연곡
- 파연곡

### 금쇄동기
금쇄동기는 윤선도가 금쇄동을 오르면서 22경물에 의미와 명칭을 부여하며 작성한 기행문이다.
시작부분에 <五雲臺>와 <朗吟溪>의 한시 2수가 적혀 있고, 중간에 금쇄동기, 그리고 끝부분에 초득금쇄동작(初得金鎖洞作), 차봉유상주(次奉柳尙州), 낙서재우음(樂書齋偶吟), 귀암(龜巖) 등 한시 4수가 첨부되어 있다.
보물 제482호 윤선도 종가 문적 (尹善道 宗家 文籍)의 부속문화재(제482-2호)로 1968년 12월 19일 등록되어 있다.

### 금쇄동집고
금쇄동집고는 윤선도가 금쇄동에서 지은 작품집이다.
<기반금(寄伴琴)>, <집고기반금(集古寄伴琴)>, <사완산파노집고(思完山琶老集古)>, <금객구시위작일절(琴客求詩爲作一絶)>, <금객유화선제시기상(琴客遺畵扇題詩其上)> 등의 한시 5수와 <증반금(贈伴琴)>과 동발, <秋夜操>, <春曉吟> 등의 시조 3수가 함께 실려 있다.
보물 제482호 윤선도 종가 문적 (尹善道 宗家 文籍)의 부속문화재(제482-1호)로 1968년 12월 19일 등록되어 있다.
- 한시
  - 기반금(寄伴琴)
  - 집고기반금(集古寄伴琴)
  - 사완산파노집고(思完山琶老集古)
  - 금객구시위작일절(琴客求詩爲作一絶)
  - 금객유화선제시기상(琴客遺畵扇題詩其上)
- 시조
  - 증반금(贈伴琴) 1수와 발문(跋文)
  - 산중속신곡 2장
    - 추야조(秋夜操)
    - 춘효음(春曉吟)

### 한시
그는 금쇄동에서 초득금쇄동작(初得金鎖洞作) 등 다수의 한시도 지었다. 한시의 편수는 총 37편에 39수이며, 이 중 晩詩 11편 11수를 제외하면 순수시는 26편에 28수가 된다. 이같은 수치는 문소동 2편 2수, 수정동 3편 3수가 포함된 것이다.
鬼刻天慳祕一區

誰知眞籙小蓬壺

瓊瑤萬仞神仙窟

山海千重水墨圖

兔躍鴉騰窺斷嶂

風顚雨暗在平蕪

登臨記得前宵夢

玉帝何功錫與吾

귀신이 깎고 하늘이 아낀 하나의 비경

진록의 작은 봉호임을 그 누가 알랴

경요의 일만 길 신선의 굴이라면

산해의 일천 겹 수묵의 그림일세

토끼 뛰고 까마귀 날며 단장을 기웃거리고

펑퍼진 벌엔 사나운 바람 그리고 어둑한 비

올라서서 굽어보니 기억나는 간밤의 꿈이여

무슨 공이 있다고 옥제가 나에게 주셨을까

## 원림
해남 금쇄동 원림은 해와 달을 옆에 끼고 비바람 치는 곳을 아래로 굽어볼 수가 있고, 동천(洞天)은 요랑(寥朗)하면서도 그윽이 안개가 피어오르며, 천석(泉石)은 괴상하고 특이하다. 윤선도는 산정상부를 이렇게 표현하면서 평지와 물이 있어 마치 선경(仙境)과도 같은 원림을 조경할 수 있었다.
수정동, 문소동과 함께 일동삼승(一洞三勝)을 이루고 있다.
서울대 성종상교수는 "윤선도는 당시 여타 선비들과 구분되는 성향을 지닌 것으로 평가된다. 첫째 탁월한 예술적 소질과 감성의 소유자란 점이고, 둘째 자연에 대한 특별한 애호와 성벽을 숨기지 않고 토로하면서 적극적으로 찾아 즐기려는, 관념에 머물었던 당시 선비들과는 다른 실제로 몸소 실행하는 자세를 지녔으며, 세 번째 당시 사상적 한계를 뛰어넘는, 유불선을 포용하는 열린 태도와 편력, 그리고 시대를 앞선 독창적인 시각으로서 천문, 지리, 의학을 위시한 과학적 지식에 대한 폭넓은 조예와 그에 입각한 실학적 자세를 견지하였다는 점 등이다. 그의 원림들에서 당시의 유교적 관념을 뛰어넘는 자연 경물에 대한 독창적인 해석과 원림에 대한 적극적인 예술적 활동과 체험이라는 점이 유달리 부각되는 것은 이같은 그의 독특한 개성에 말미암은 것이다."라고 하고, 또
"그는 원림을 조성한 데에 그치지 않고 그것을 빈번한 유람과 경치좋은 곳을 찾아다니면서 체험하고 그 경험을 시, 수필, 음악 등으로 노래함으로써 예술적 경지로 승화시켰다."라고 하면서 그를 대표적인 원림조영의 실천가로 평가하였다.
- 휘수정(揮手亭)

작은 정자를 병폭(屛瀑)아래의 평암(平岩)의 위에 지으려함은 동우급설(東雨急雪)에도 흥을 즐길 수 있으며 꽃피는 아침 달뜨는 밤에 뜻에 따라 소요한다면 저절로 수석(水石)의 낙(樂)을 얻을 수 있고 이로 인하여 시인묵객 사람들의 휴식처가 된다면 이 또한 일대기사(一大奇事)이다.
인간세상으로부터 찾아오는 자가 이곳에 이른다면 이미 지경(地境)이 고요하여 정신이 상쾌함을 깨닫고 문득 세상을 떠날 뜻이 있을 것이므로 휘수(揮手)라 이름하고자 하였다
- 회심당(會心堂)

월출암(月出巖)의 북쪽에 작은 집을 지어, 편히 앉아서 정신을 기르는 장소로 삼았다. 능선 외곽을 따라 사방의 아름다운 풍광을 조망할 수 있는 10개의 바위가 둘러싸인 금쇄동 중앙부에 위치한 중심 거처이다.
- 교의재(敎義齋)

자제나 제자들을 가르치던 곳이다.
- 불훤료(不諼寮)

상하 연지 사이에 정자를 지어 연꽃과 물고기를 기르면서 휴식을 취하던 곳이다.
- 양몽와(養夢窩)

‘꿈을 키우는 집’이라는 뜻이다. 손님들을 위한 임시 거처로 사용되었을 것으로 보인다.

## 같이 보기
- 윤선도 종가 문적
- 해남 윤선도 유적
- 윤선도

## 참고 문헌
- 고산유고
- 고산년보
- 조선왕조실록